# أنابيلا جاغر
أنابيلا جاغر (بالألمانية: Annabella Jäger)‏ هي لاعبة كرة الريشة ألمانية، ولدت في 16 يوليو 1998.

## وصلات خارجية
- أنابيلا جاغر على موقع BWF.tournamentsoftware.com (الإنجليزية)
- أنابيلا جاغر على موقع BWFbadminton.com (الإنجليزية)